# 仏塔
仏塔（ぶっとう）とは、仏舎利（釈迦の遺体・遺骨、またはその代替物）を安置した仏教建築をいう。卒塔婆（そとば）、塔婆（とうば）、塔（とう）、ストゥーパ(梵: Stūpa、巴: thūpa)、供養塔とも呼ばれる。
ストゥーパ（サンスクリット語: स्तूप, stūpa）とはサンスクリット語で「高く顕れる」という意味であり、仏教の世界観である涅槃の境地を象徴している。
ストゥーパが古代インドから中国に仏教が伝来した際、 は「卒塔婆」と音訳された。「塔婆」や「塔」はこの略である。
西洋では「仏塔」を指す語に、二種の出自の異なる語、ストゥーパ（stupa）とパゴダ（pagoda）がある（それぞれの言語によって、語形に多少の違いがある）。後者はポルトガル語 pagode に由来するとされるが、さらにそれ以前に何語のなんという言葉が、このように転訛したのかははっきりしない。ペルシア語の but-kadah （神像の寺）からという説、サンスクリット語 bhagavat （聖）からという説、
ビルマ語のパヤ(Paya)とスリランカでのストゥーパの呼称ダーゴバ(Dāgoba)が結合したという説
などがある。いずれの語も仏塔全般を表しうる言葉であるが、ストゥーパはインド風のものを、パゴダは極東風のものを意味することが多い。パゴダは少々意味が広く、仏塔に限らず、層塔のような設計をした通常の宗教建築を指すこともある。
ストゥーパに見られる様式的側面は、一部の地域では日本のパゴダへと発展した様式的要素であるインドのシカラの影響を受けている可能性があると主張されている。

## 歴史

### 起源
ストゥーパはもともと、仏教の開祖の釈迦が荼毘に付された際に残された仏舎利を納めた塚である。釈迦入滅後に仏舎利は8つに分けて配られ、容器と灰土を合わせて10基のストゥーパが造られた。アショーカ王はそれらのストゥーパを壊して8万4000に細分化し、各地に新たなストゥーパを建設したといわれる。その後、仏教が各地へ広まると、仏教の盛んな地域にもストゥーパが建てられ仏舎利を祀るようになった。
その後、ストゥーパが増え仏舎利が不足すると、宝石、経文、高僧の遺骨などを、しかるべき読経などをしたうえで仏舎利とみなすようになった。
アショーカ王時代のストゥーパの原型は、円筒形の基壇（サンスクリット：Medhī）の上に覆鉢と呼ばれる半球体を乗せたドーム状の構造物である。覆鉢の頂点に平頭と呼ばれる仏舎利を収めた箱が置かれ、その上に傘蓋が付けられた。古代インドでは、貴人の頭上に傘蓋（さんがい）をかざして歩いたことから、傘蓋は尊貴のシンボルとされ、やがてストゥーパに対する供養としての傘蓋は幾重にも重なり、楼閣・塔となっていった。塔の頂部につけられる相輪は、原初的な仏塔にある傘蓋の発展したものと言われる。
こうした原初的な形態に近いストゥーパはスリランカやネパールに見ることができる。
グプタ朝の時代にサールナートやブッダガヤで、それまでのドーム状ストゥーパとは全く異なる高塔形式のストゥーパが造られた。続くクシャーナ朝では、台基の下に基壇が設けられた縦長のプロポーションとなり、基壇全体に装飾が施されるようになった。

### 伝搬と発展

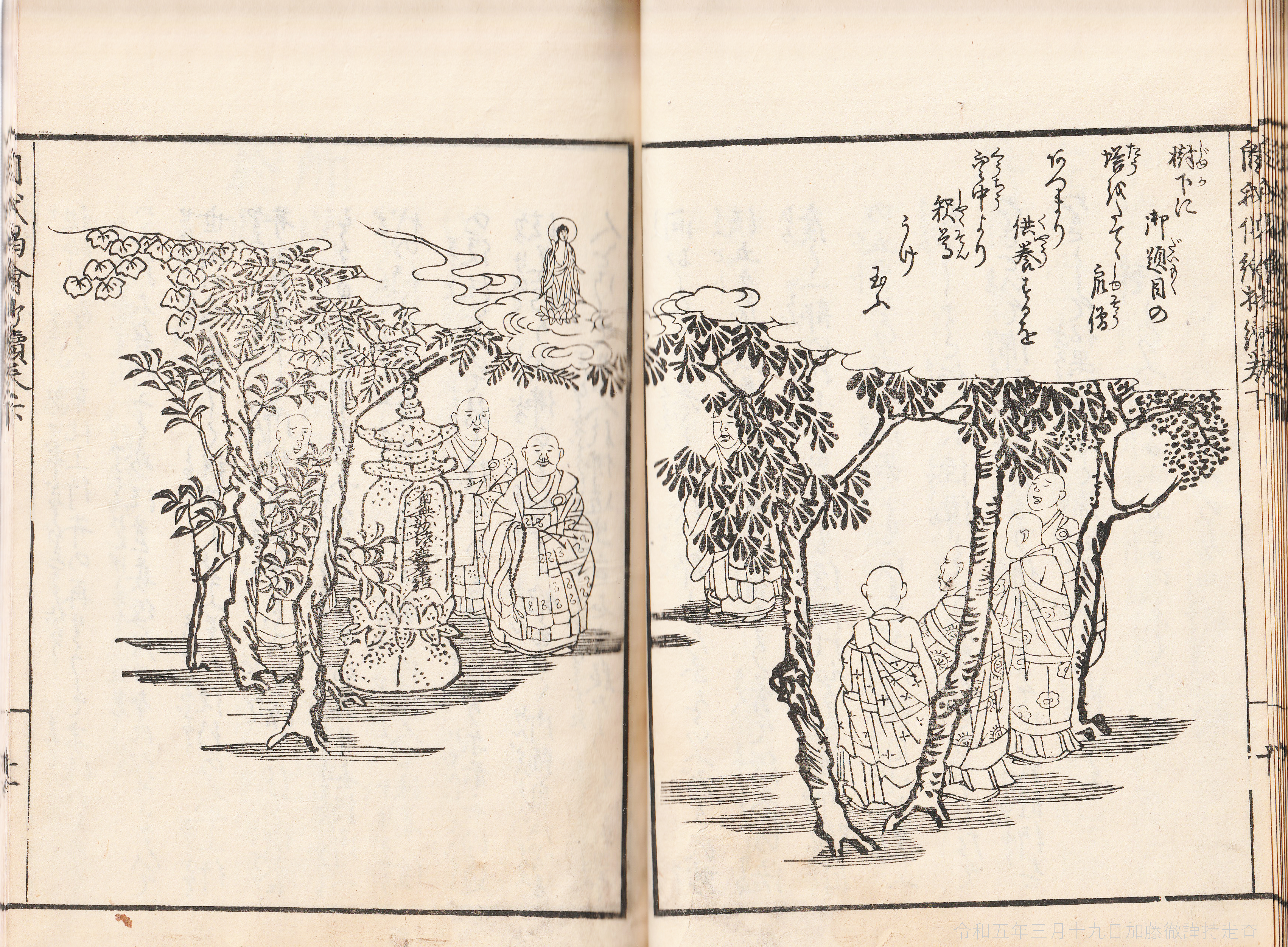
『法華経』如来神力品の解説の挿絵の石塔。『自我偈絵抄続編』1818年

中国ストゥーパは漢の時代に中国に伝わり、木造建築の影響を受けて形が変わった。中国ではストゥーパに「塔」の字が当てられた。
日本ストゥーパは中国を経由し日本に伝播した。日本では五重塔・三重塔・多宝塔など、木材（檜など）を使って建てられることが多い。なお、小型のもの（宝篋印塔や五輪塔など）は石造や金属製（青銅など）のものが多い。形は大きく変わったものの、本来のストゥーパのもつ意味は変わっていない。多くは信者の寄進によって立てられる。
東南アジアミャンマーやタイ王国、ラオス、カンボジアなど東南アジアのストゥーパは、セイロン仏教とともにヒンドゥー建築の影響を強く受けている。パゴダの類型は時代によって変化しているが、円形もしくは方形の基壇をピラミッド状に積み上げ、釣り鐘型の覆鉢と滑らかにつながった構造が基本となっている。イラワジ川周辺のストゥーパ群はミャンマー最古のパゴダの遺例だが、7世紀のボーボージー・パゴダに見られる上に伸びた砲弾型の覆鉢など、原初のストゥーパとは異なった特徴を持つ。パガン王朝の時代には多くの堂塔が造られたが、祠堂の上にパゴダ状の塔を乗せたものが一般的である。一方、1814年にジャワ島で発見されたなボロブドゥール遺跡は、林立するストゥーパ群という異例の形態をもつ。8世紀にシャイレーンドラ朝に伝わった密教の影響により、ストゥーパによって曼荼羅を描いているという説もある。

## 各地の仏塔

### インド
インドに現存する仏塔としては、紀元前3世紀にアショーカ王によって建立されたサーンチーの塔が有名である。

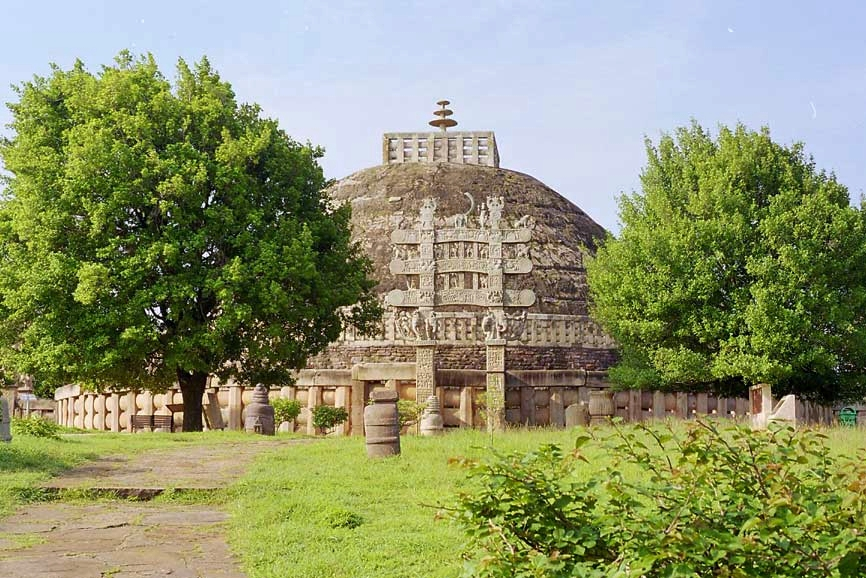
サーンチーの塔

### スリランカ
スリランカ北部のアヌラーダプラにはかつて首都が置かれ、またスリランカの仏教の中心として大きな寺院がいくつもあった。その遺構としてアバヤギリ・ダーガバを始めとして規模の大きなストゥーパが散在している。

### 中国
漢の時代に中国へ伝わったとき、中国本土の建築様式と結合し中国式の仏塔となった。中国の仏塔の頂にある相輪はストゥーパの尖塔をかたどったものである。
ストゥーパはサンスクリット語で、漢訳仏典では卒塔婆と音写され、塔婆（とうば）とも略す。
元朝になると、仏教が再び盛んになり、卒塔婆は再び中国に広まった。この塔は覆鉢式塔（仏舎利塔）と呼ばれる。

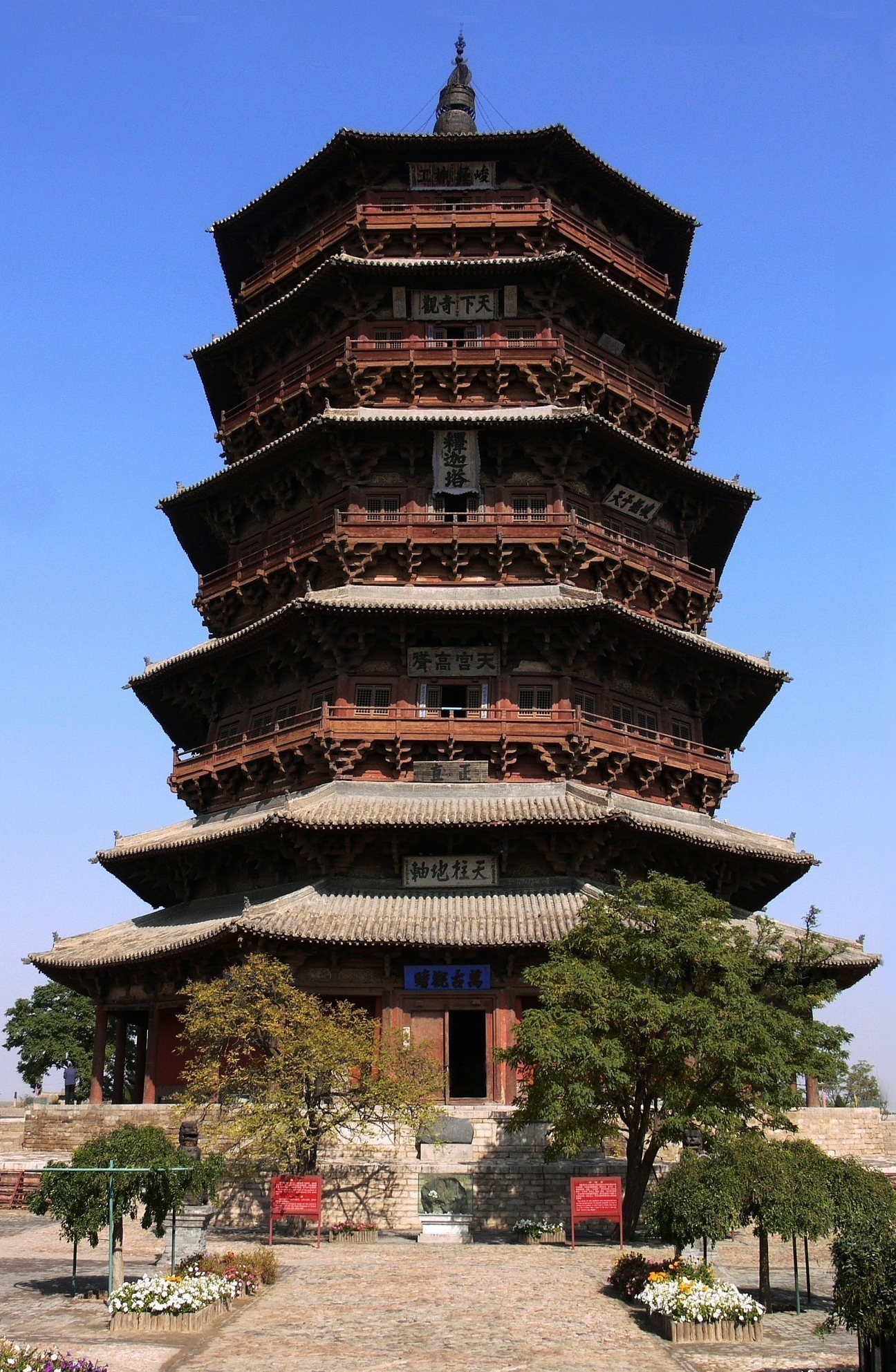
応県木塔（仏宮寺釈迦塔）
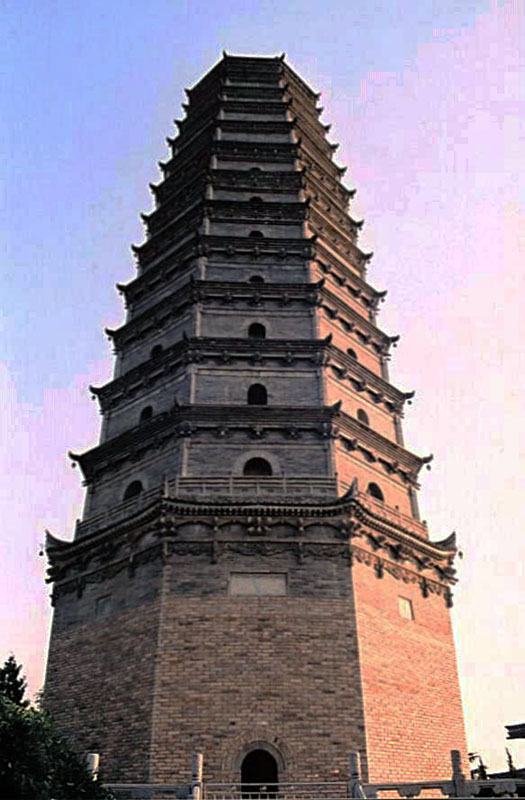
真身宝塔 法門寺（西安市）
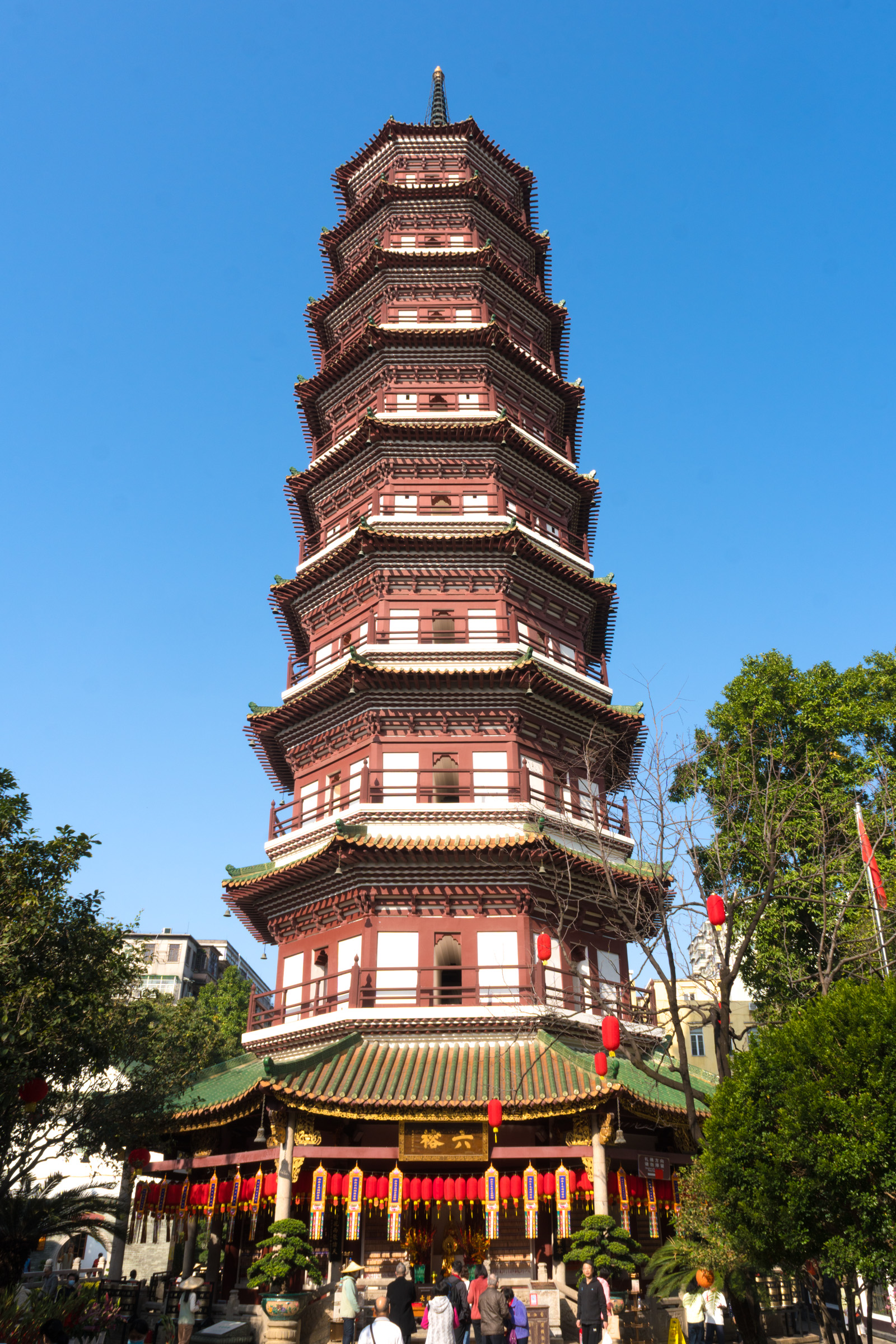
千仏塔 六榕寺（広州市）
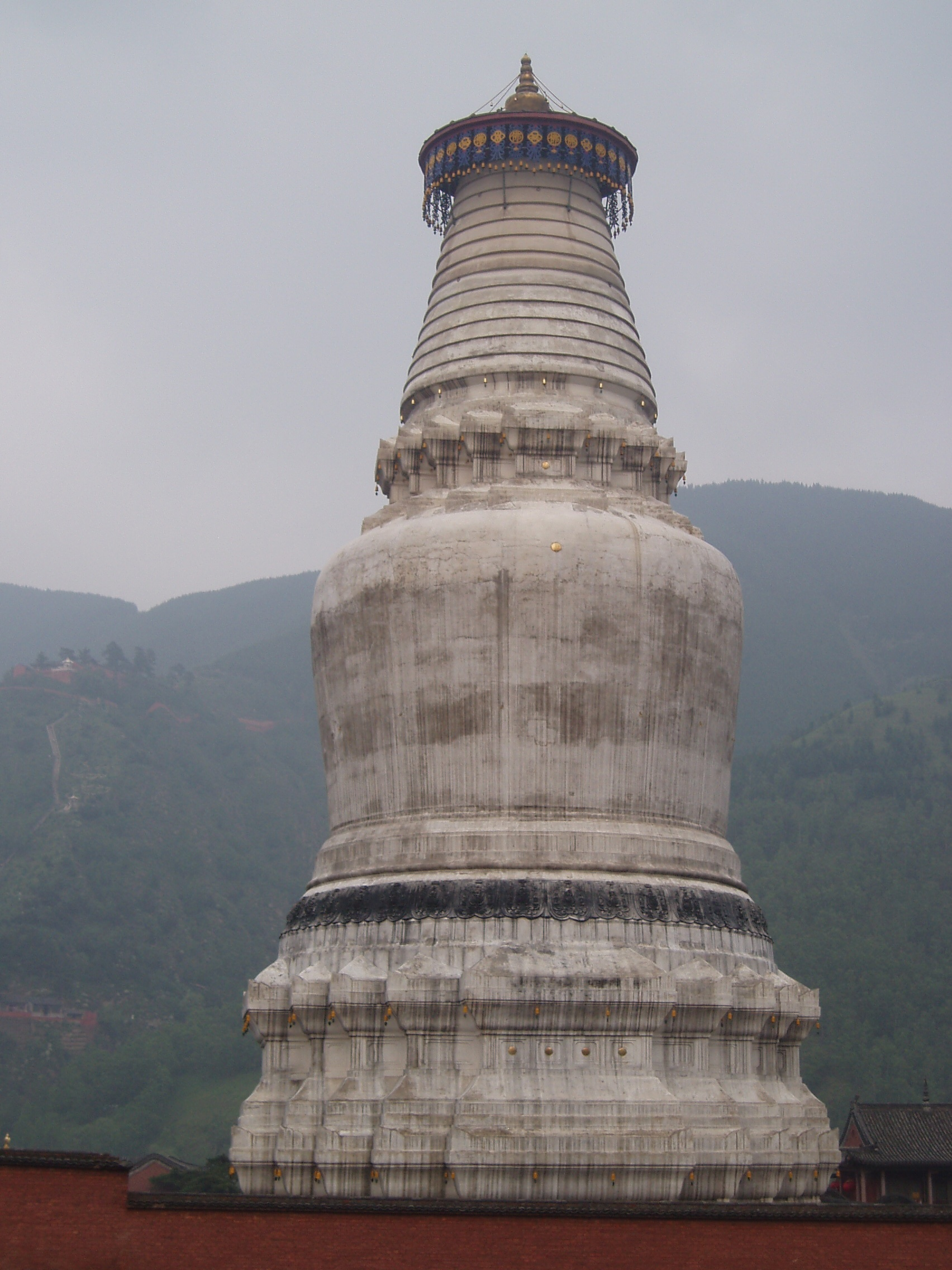
大白塔 五台山塔院寺（山西省）
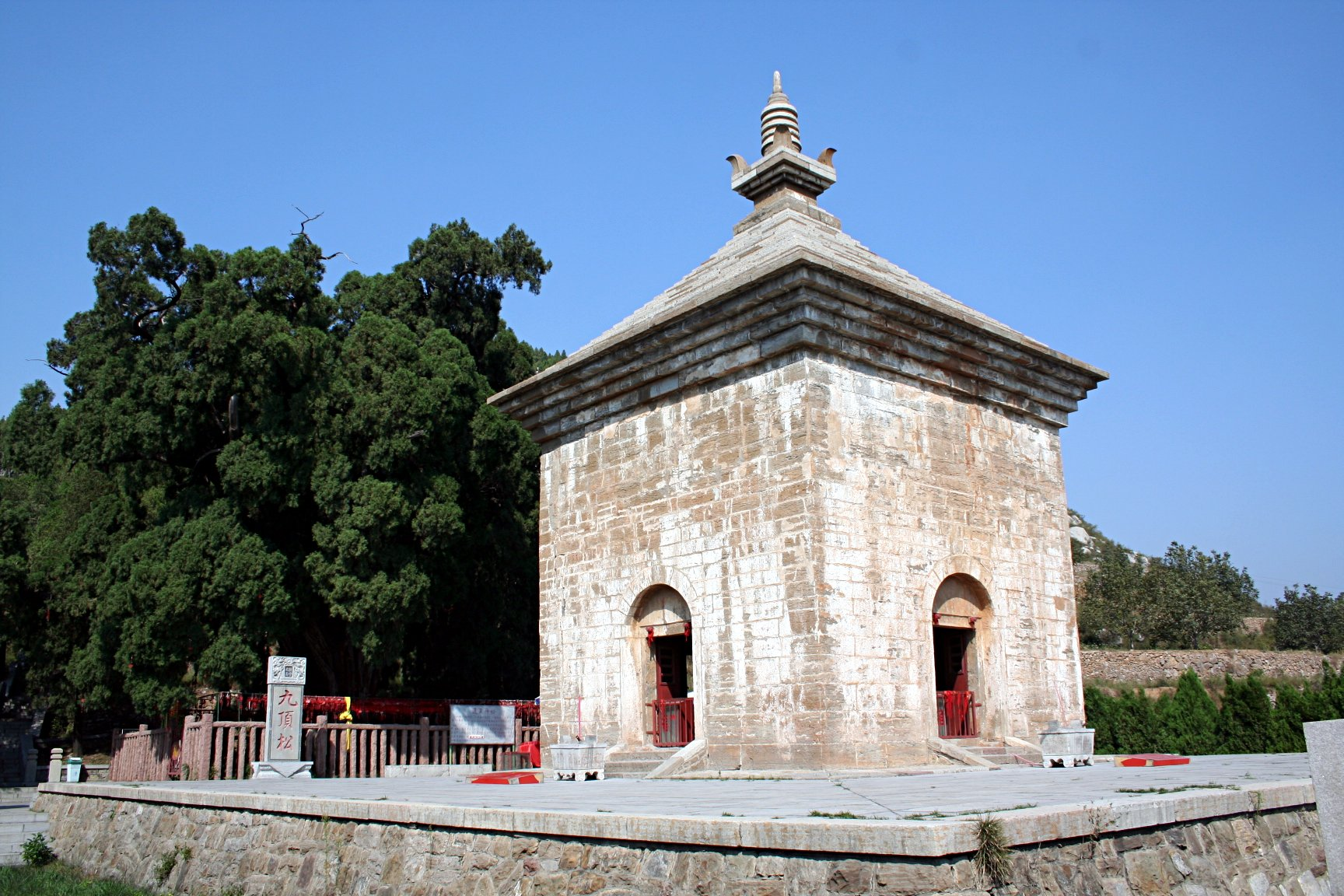
四門塔 神通寺（済南市）

### 朝鮮

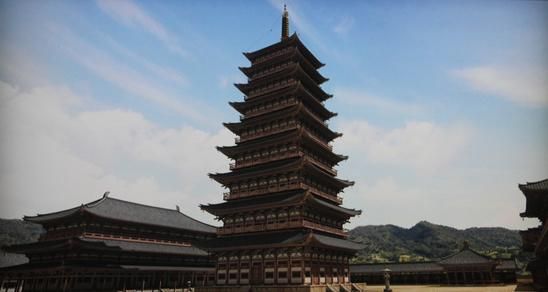
皇竜寺 9階の木塔
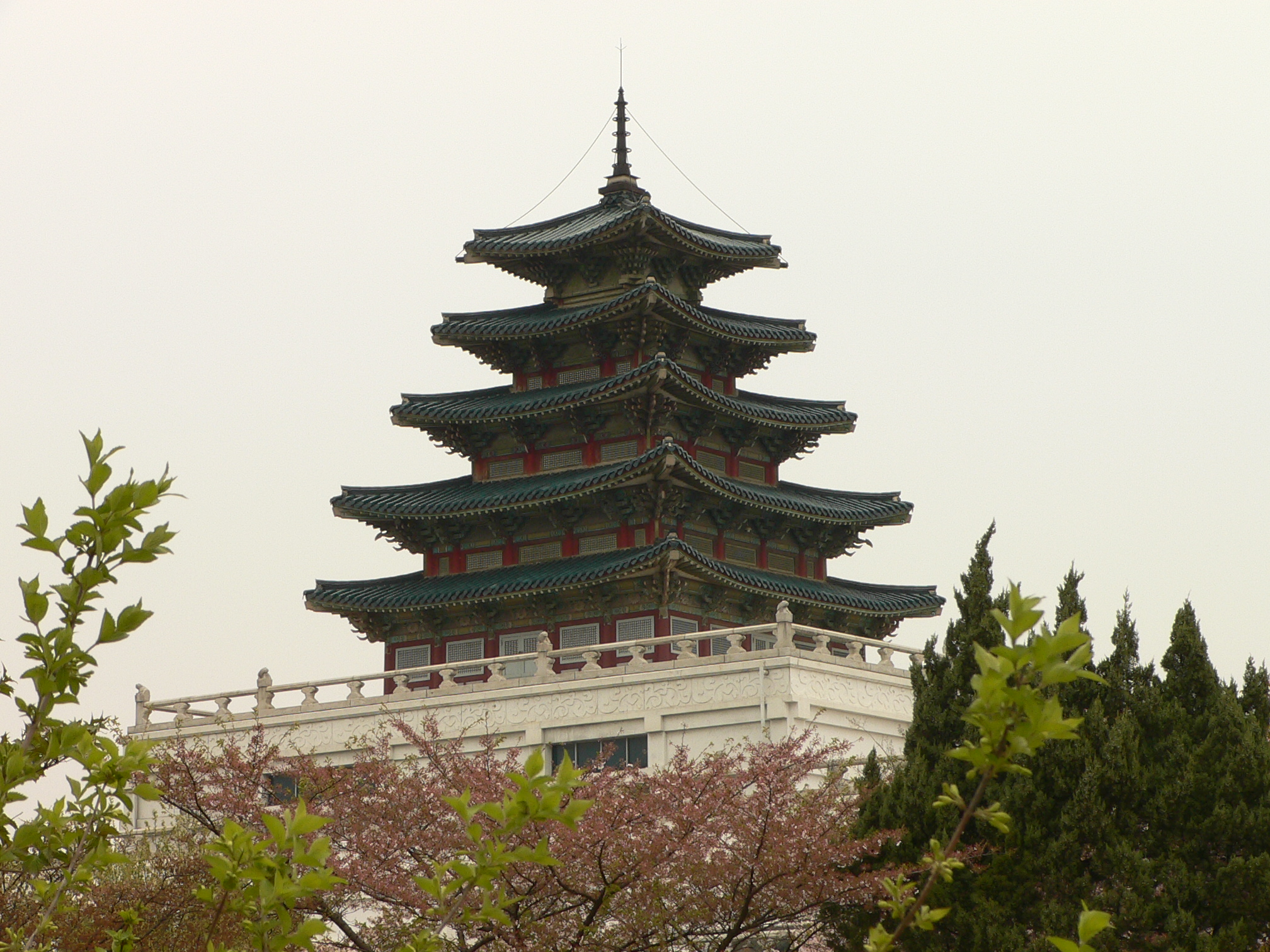
韓国国立民俗博物館の5階塔
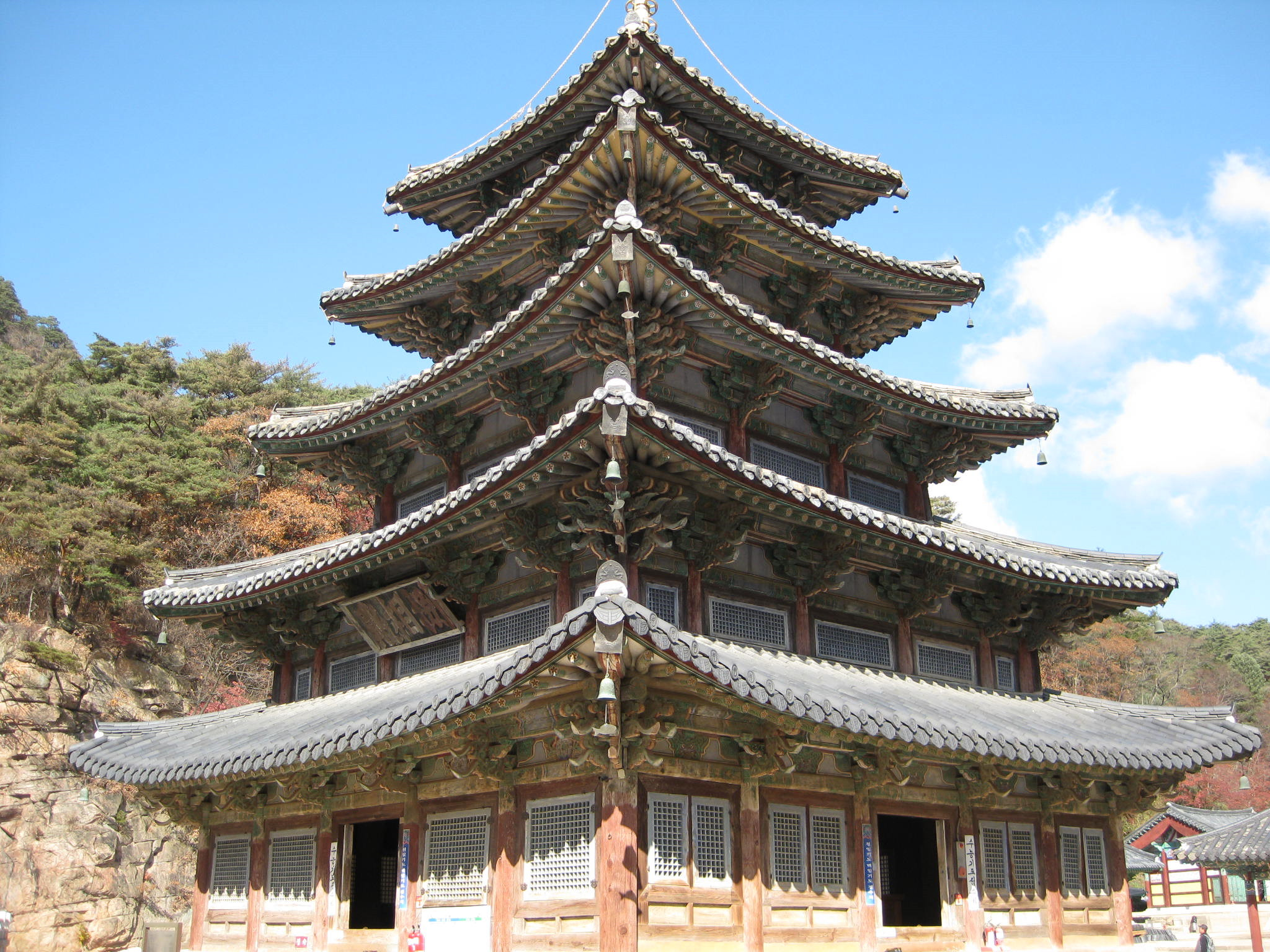
法住寺捌相殿
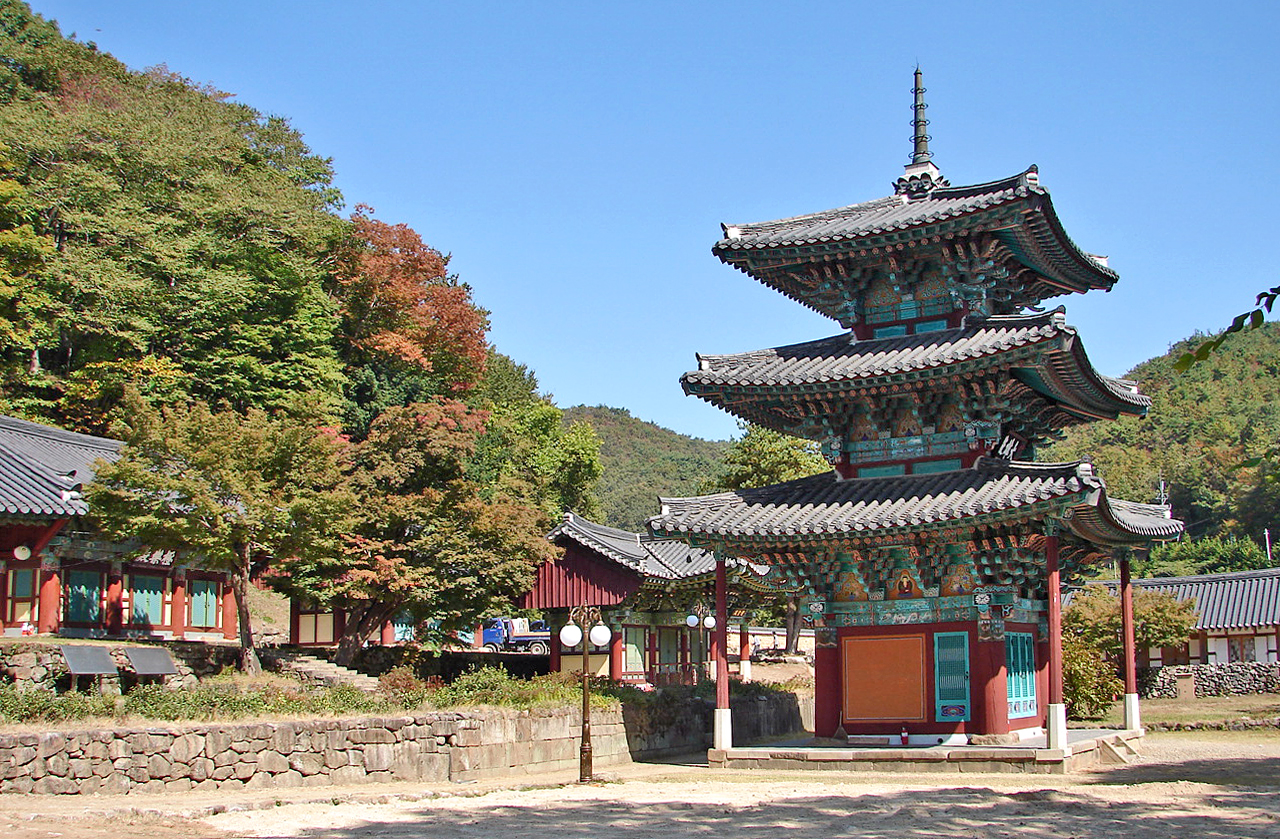
双峰寺大雄殿

### チベット
チベット仏教ではチョルテン(mchod rten)と呼ばれる仏塔が用いられる。

### 日本

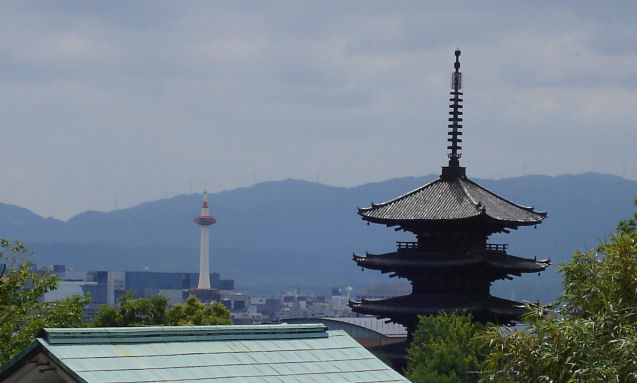
塔（仏塔）と塔（タワー）
手前には仏塔で層塔である八坂の塔が、奥には、広義の「塔」で世俗の塔である京都タワーが見える。

日本中に仏塔はある。ストゥーパの音写の「卒塔婆（そとば）」もしくは「塔婆（とうば）」を略した「塔（とう）」は、仏教に依って立つ高層建造物を指したわけであるが、それが転じて、細くて高い建造物全般が「塔」と呼ばれるようになっていった。

#### 層塔

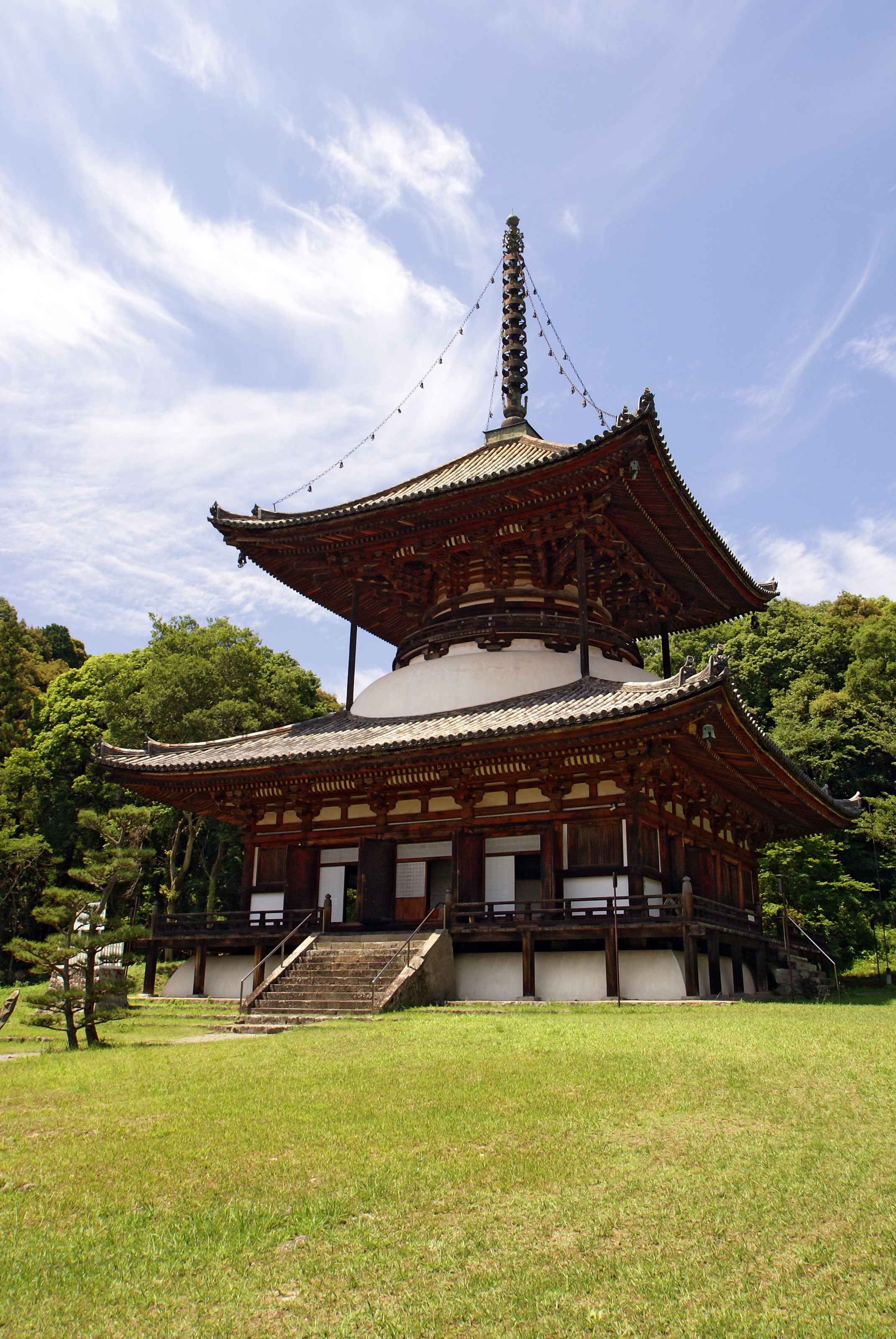
根来寺多宝塔

層塔（そうとう）とは、屋根が何層にも重なった構造を備える塔をいい、本義からすれば仏塔に限らないし、実際に仏塔以外の用例も見られるが、基本的には多層構造の仏塔を指す語となっている。多層塔（たそうとう）、多重塔（たじゅうとう）ともいうが、用語としては「多重塔」の使用例が多い。階層は原則的に奇数 (3, 5, 7, 9, 13) 。基数においては三重塔と五重塔が代表的である。人間より小さい、人間と大して変わらない、灯籠のように庭に収まる程度の大きさでしかない、そのような大きさの層塔の場合、石造であることが多い。それより大きく、家屋程度以上の大きさになると、圧倒的に木造が多くなる。しかし、十三重塔のように多層構造を極めた層塔の場合は、基本的に石造である。
- 二重塔 - 多宝塔は、階層構造上では、二重塔である。
- 三重塔
- 五重塔
- 七重塔 - 東大寺東塔・西塔（非現存）など、古代には木造七重塔が何基も建てられたが、落雷や兵火に遭って当時のものはことごとく焼失している。日本万国博覧会（大阪万博）の古河パビリオンは東大寺東塔の復元物であった。
- 九重塔 - 法勝寺八角九重塔（非現存）、明導寺九重石塔（旧城泉寺九重石塔。熊本県湯前町所在）、旧浄土寺九重塔（堺市所在）など。
- 十三重塔 - 塔の森十三重石塔（奈良市所在）、般若寺十三重石塔（奈良市所在）、浮島十三重石塔（宇治市所在）などが代表的。

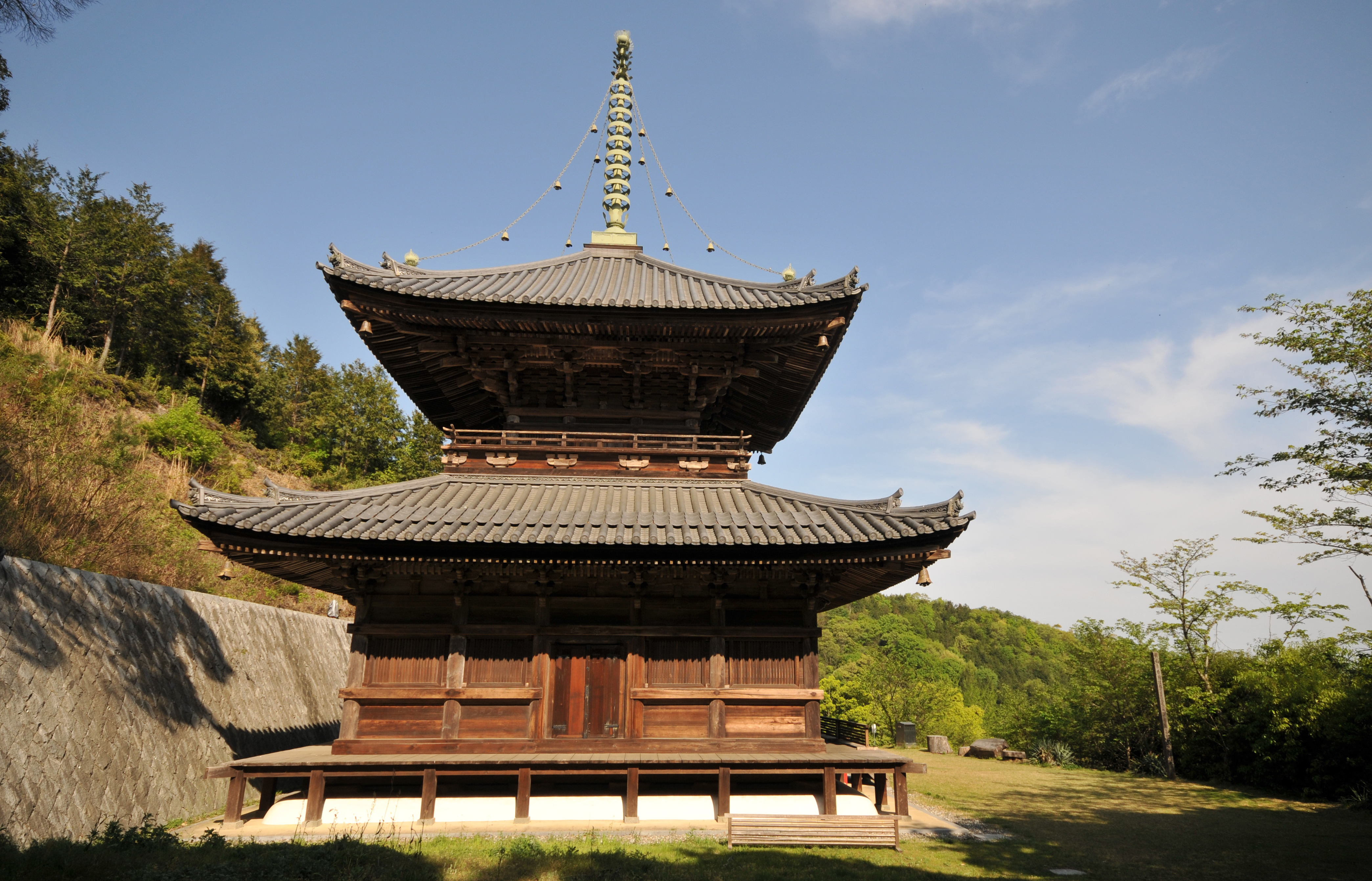
切幡寺二重塔
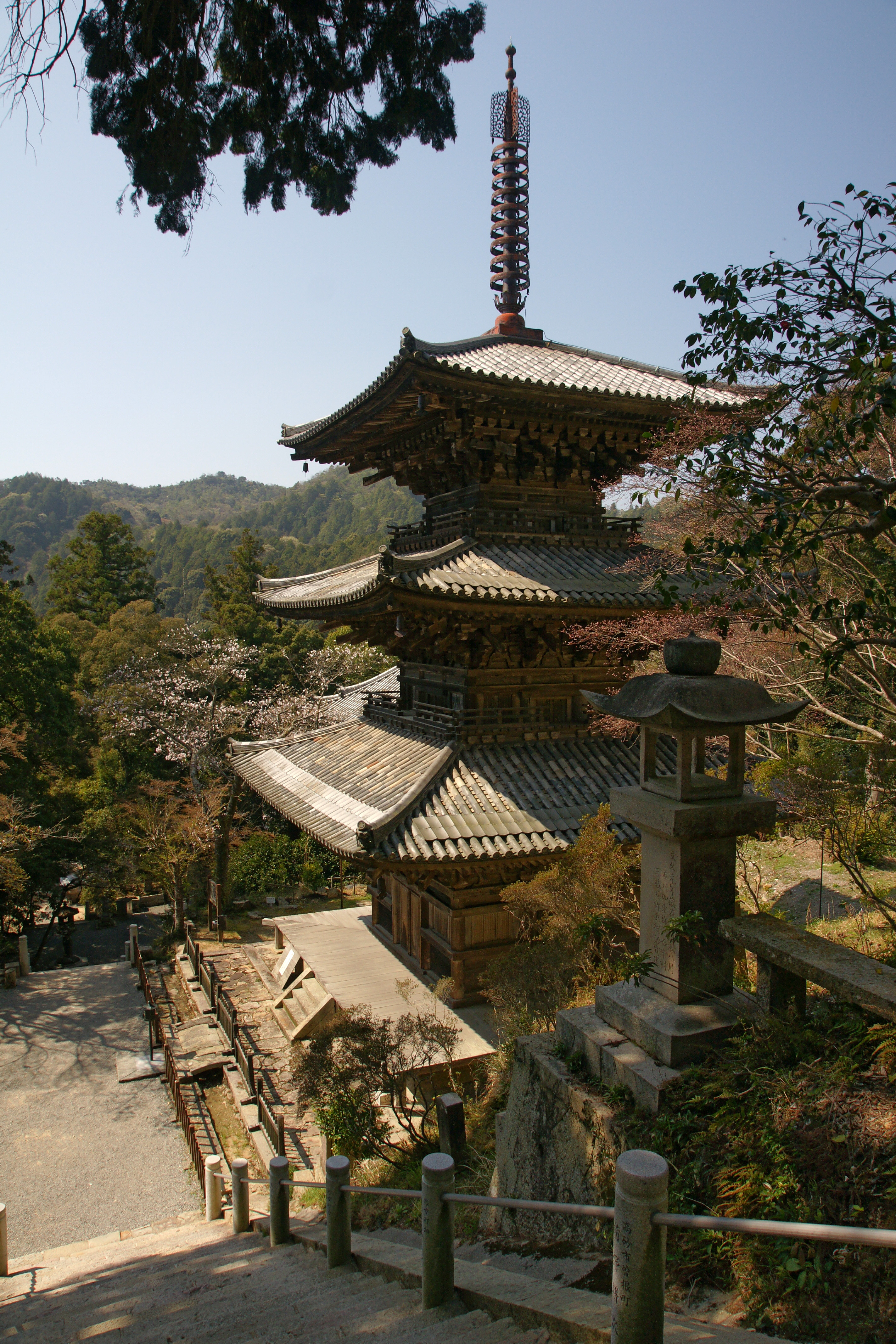
一乗寺三重塔
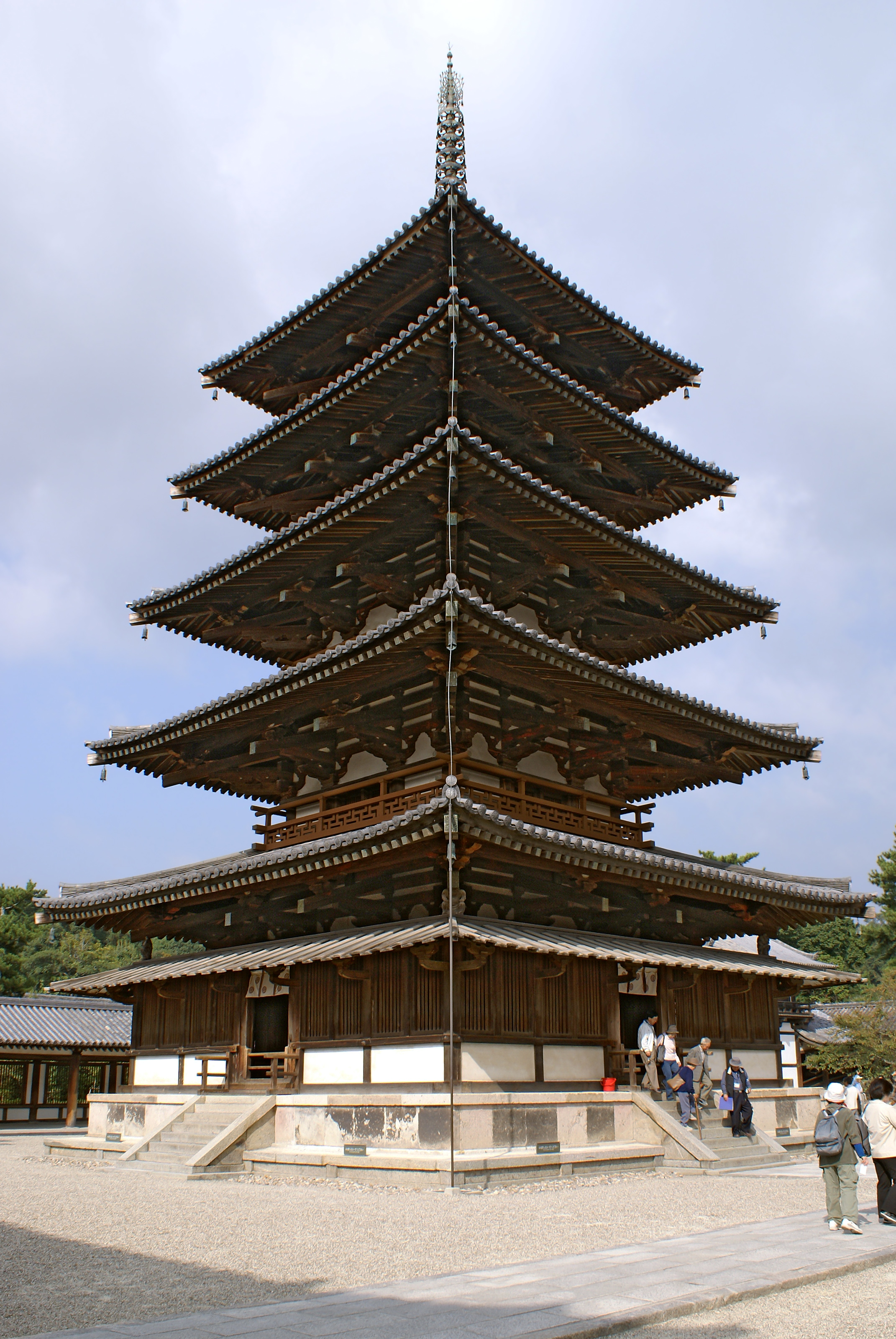
法隆寺五重塔
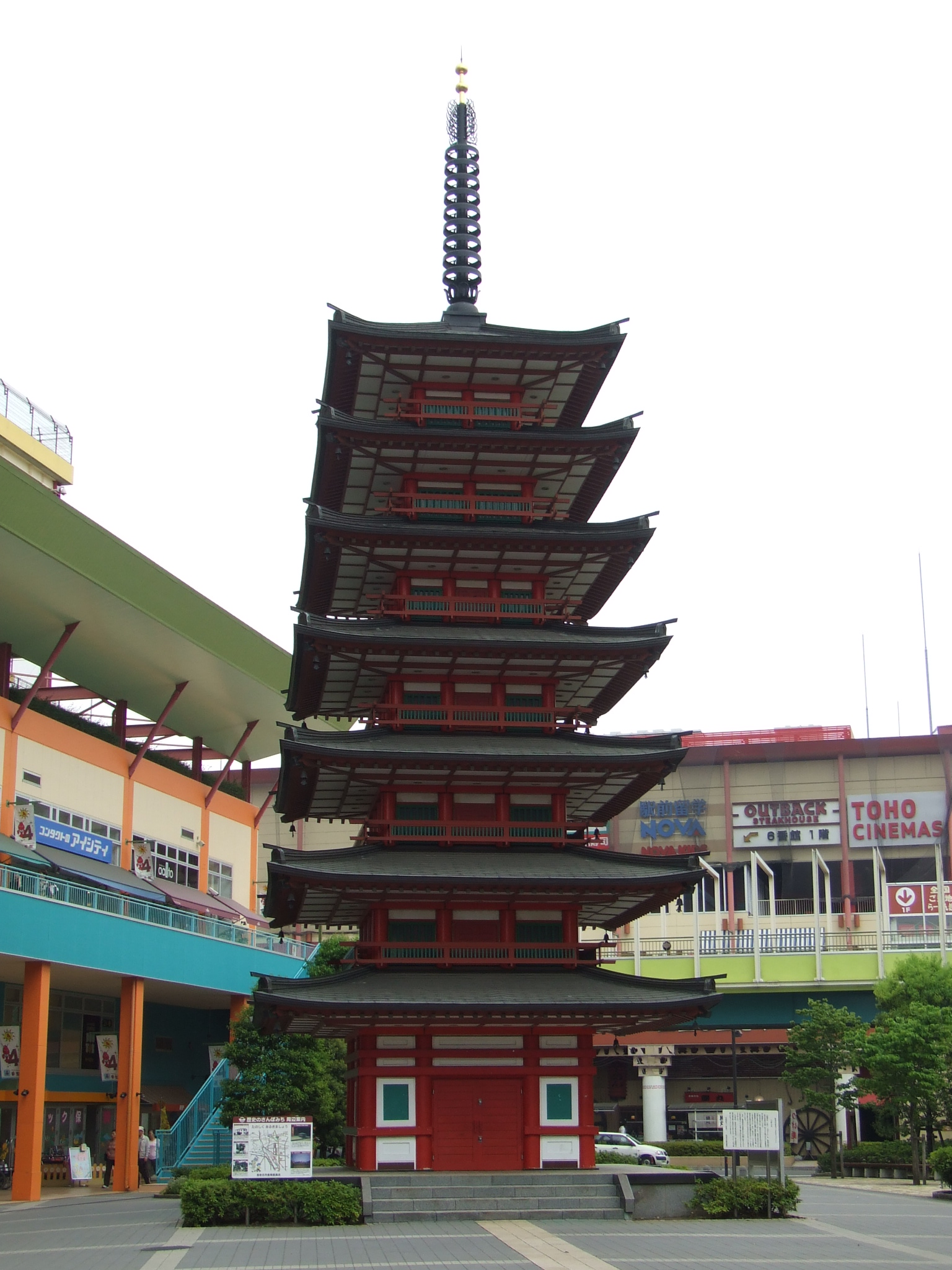
相模国分寺七重塔模型
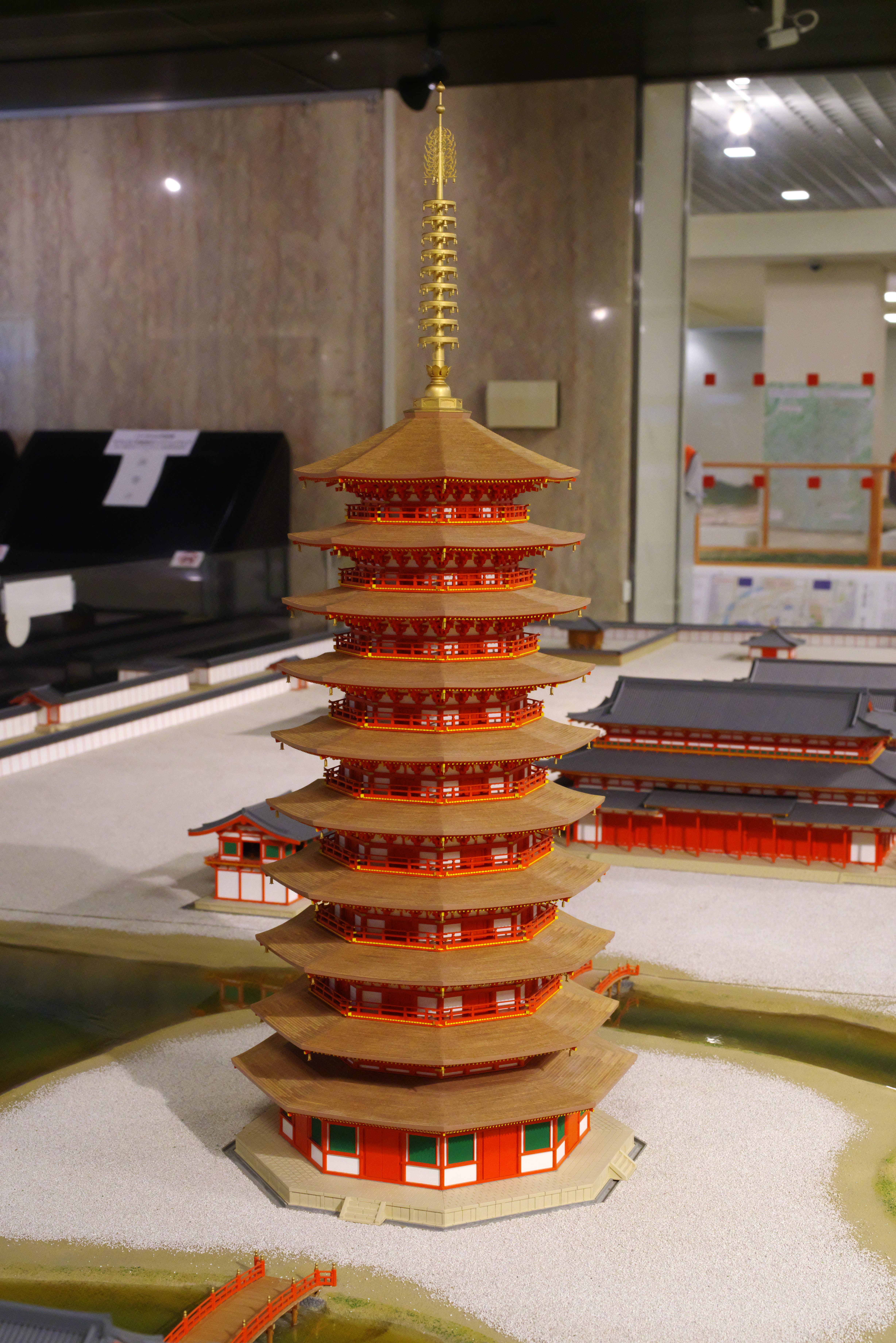
法勝寺八角九重塔模型
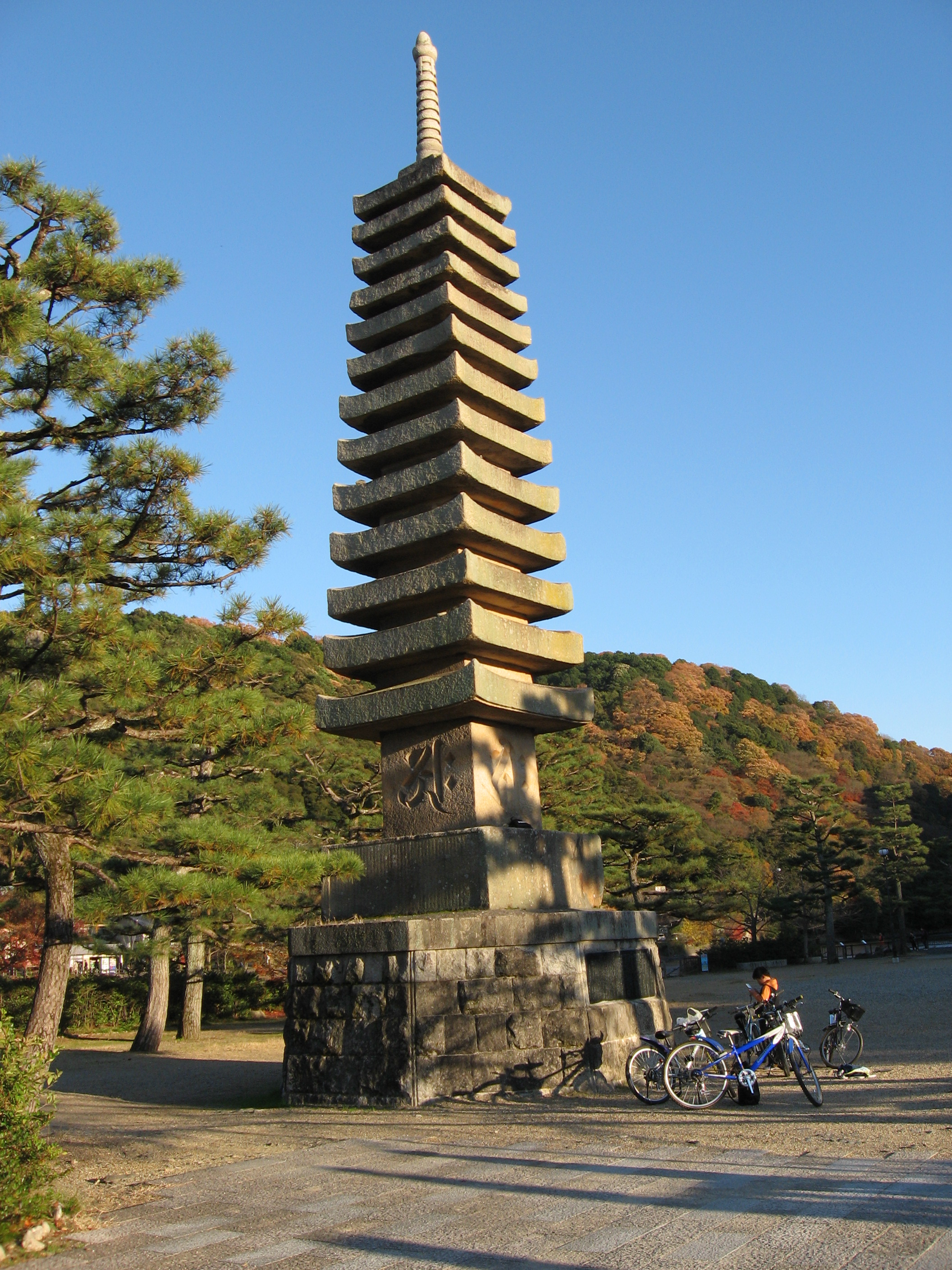
浮島十三重石塔

#### その他
- 多宝塔
- 宝塔
  - 国東塔
- 相輪橖
- 仏舎利塔

#### 板塔婆

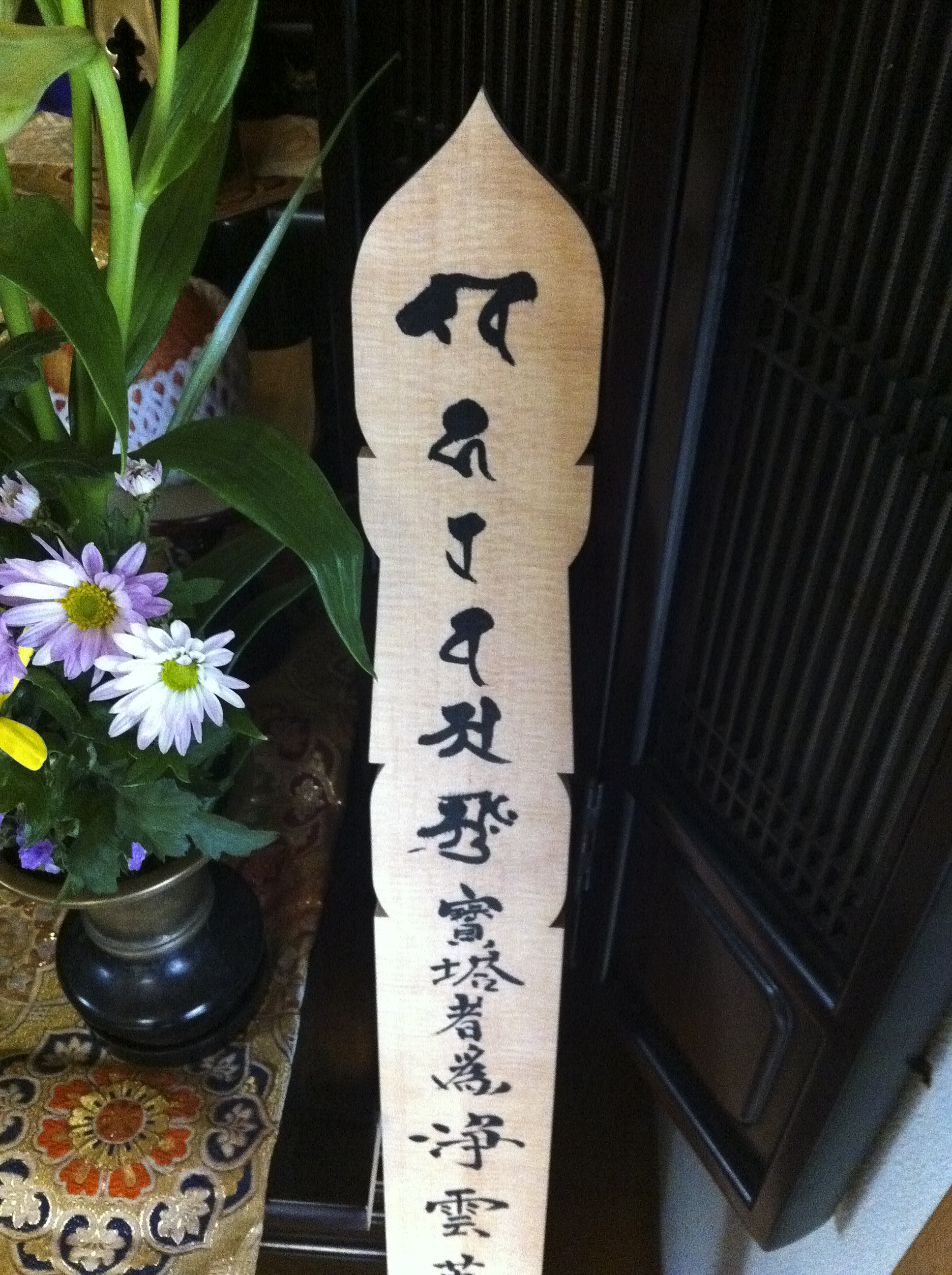
木製の供養塔／「板塔婆」「卒塔婆」などともいう。

- 無縫塔
- 宝篋印塔
- 五輪塔

### ラオス
ラオスの仏塔（ラーオ語：ທາດ,ເຈດີ）ではタート・ルアンが代表的である。

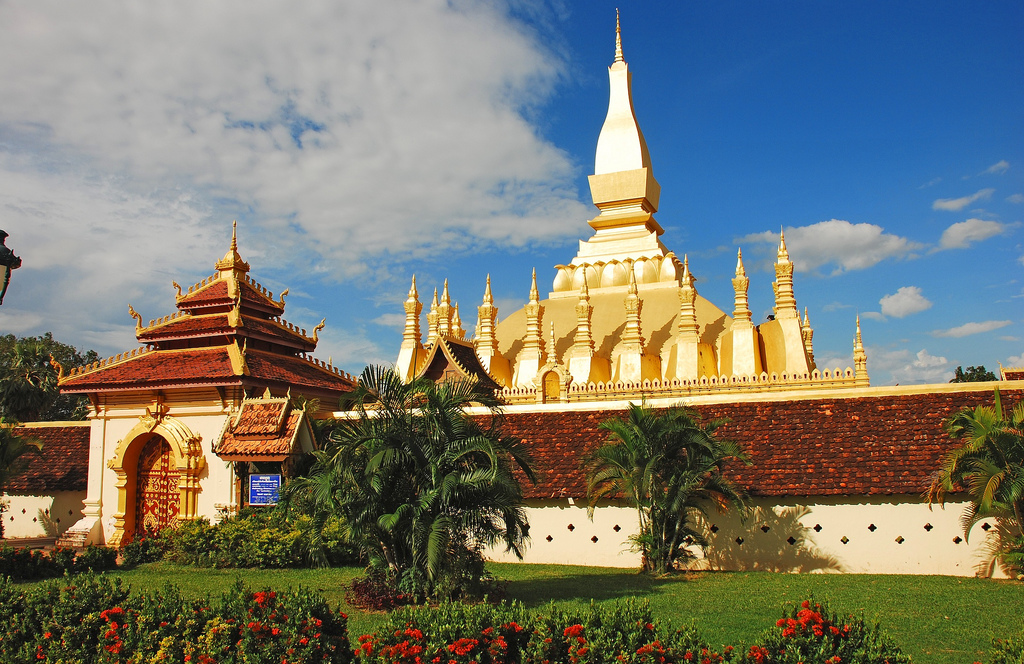
ラオスのタート・ルアン

### ミャンマー・タイ・パキスタン

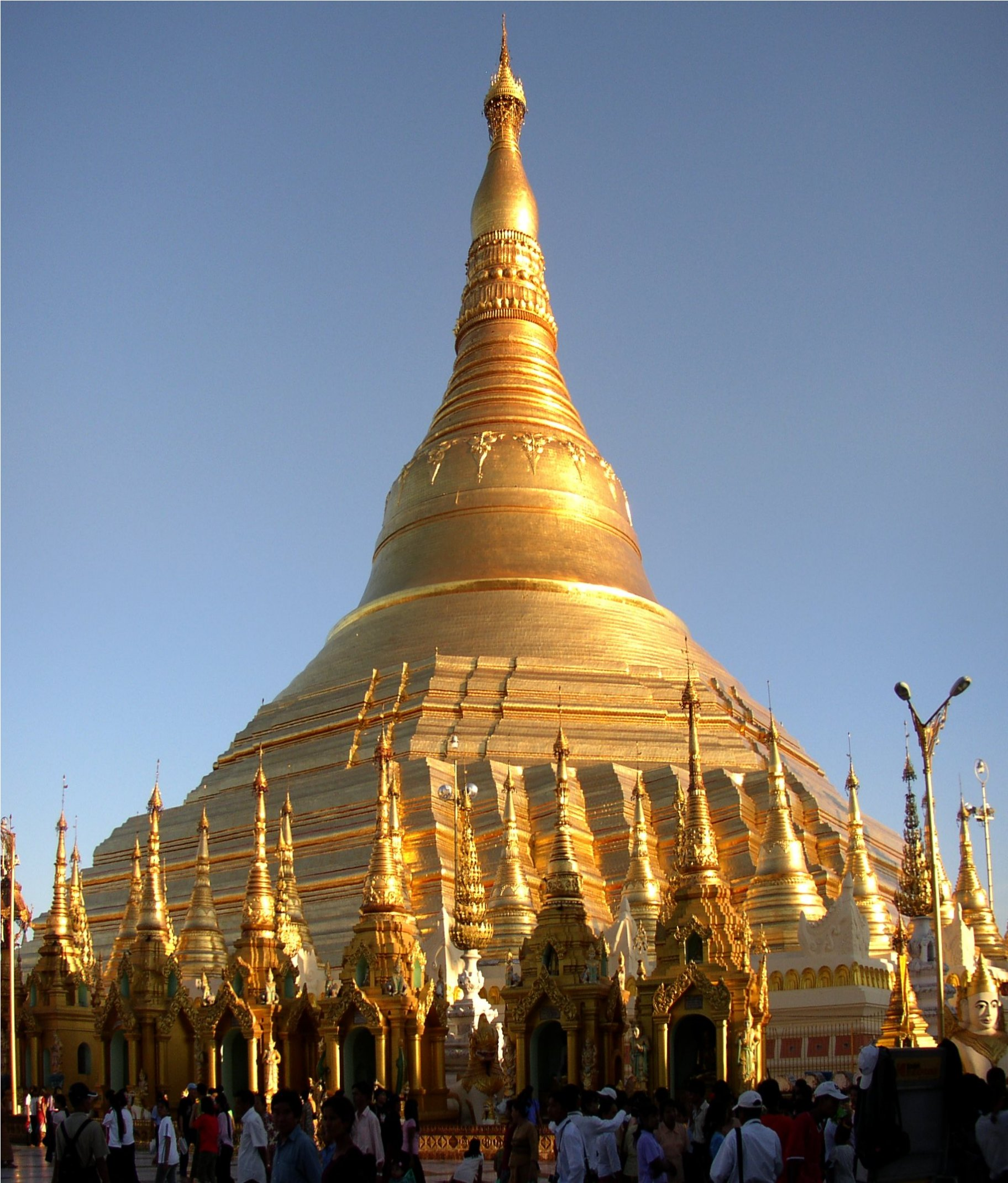
ミャンマーのヤンゴンにある、シュエダゴン・パゴダ
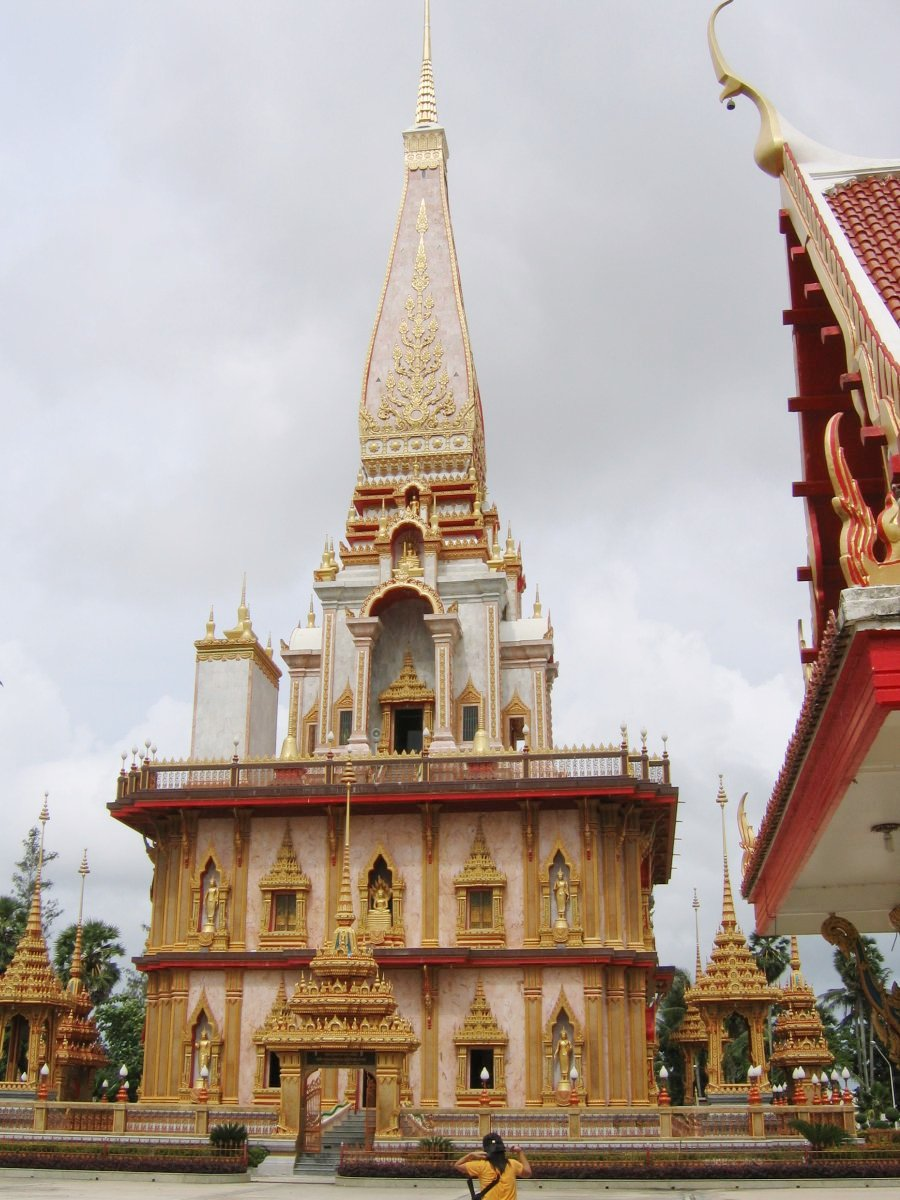
タイの仏塔
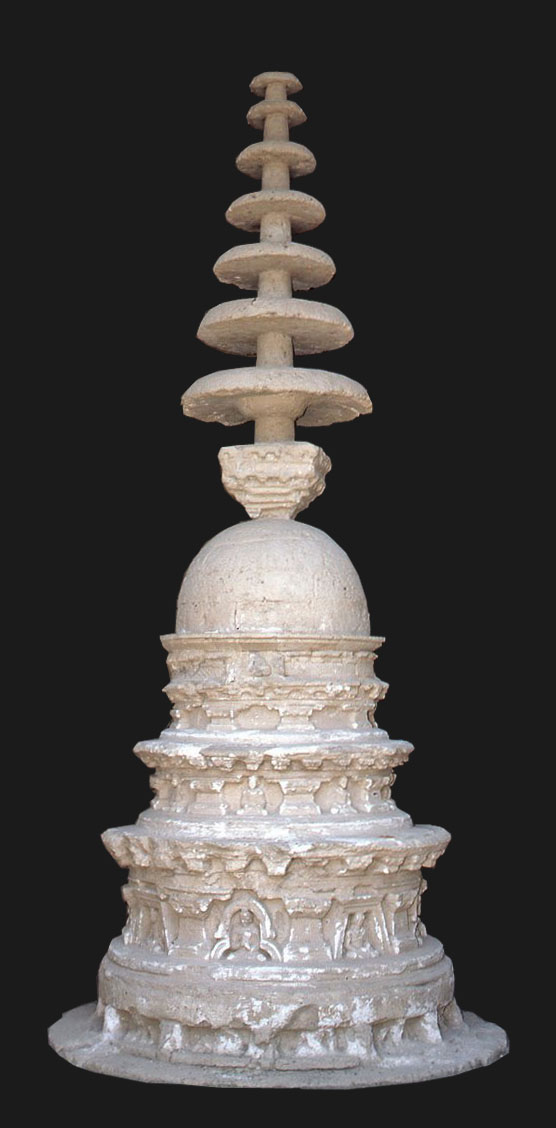
古代ガンダーラの仏塔 パキスタン・タキシラ